# 西和高速道路

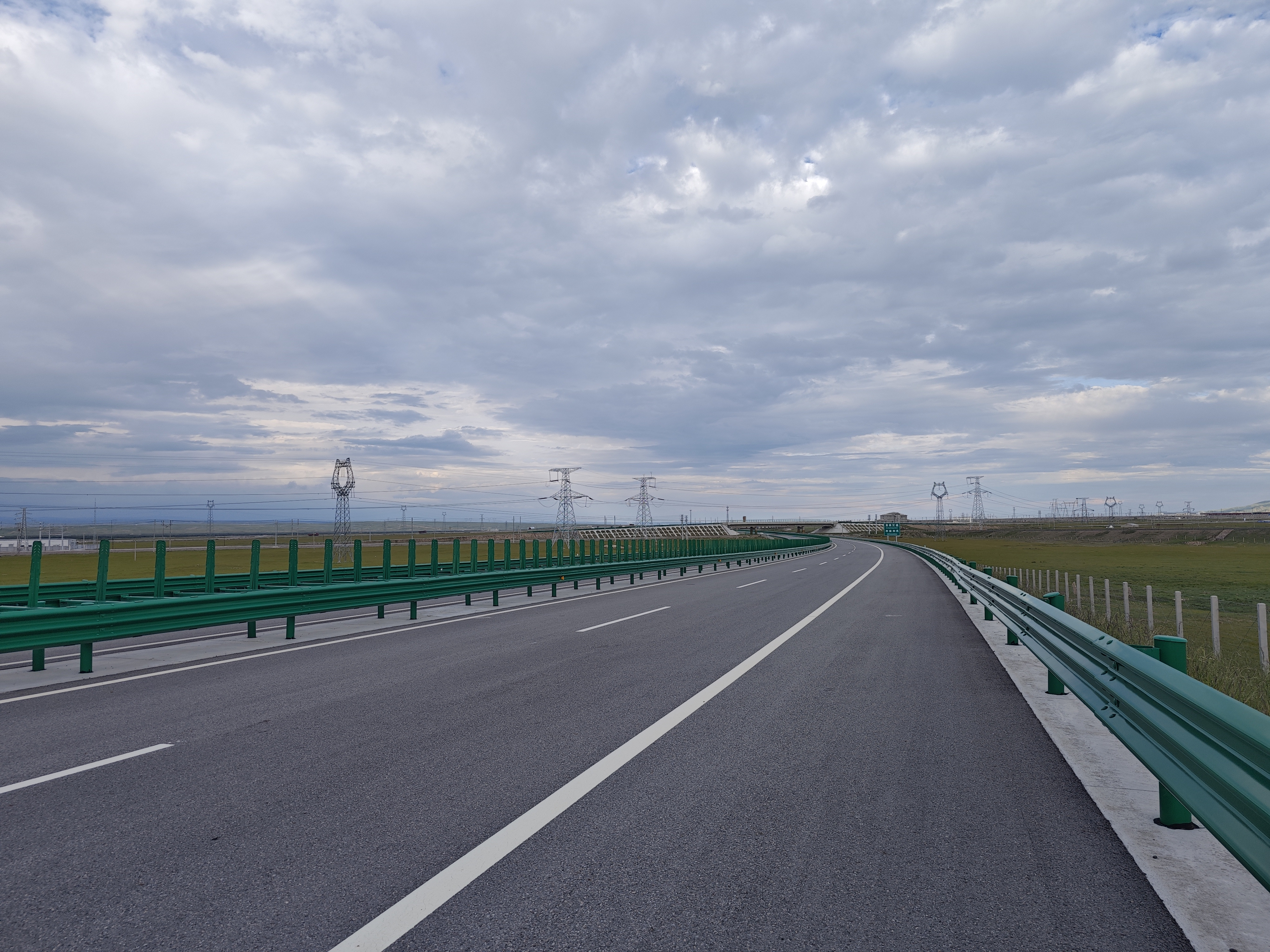
西和高速道路（青海省天峻県で）

西和高速道路（赤線）

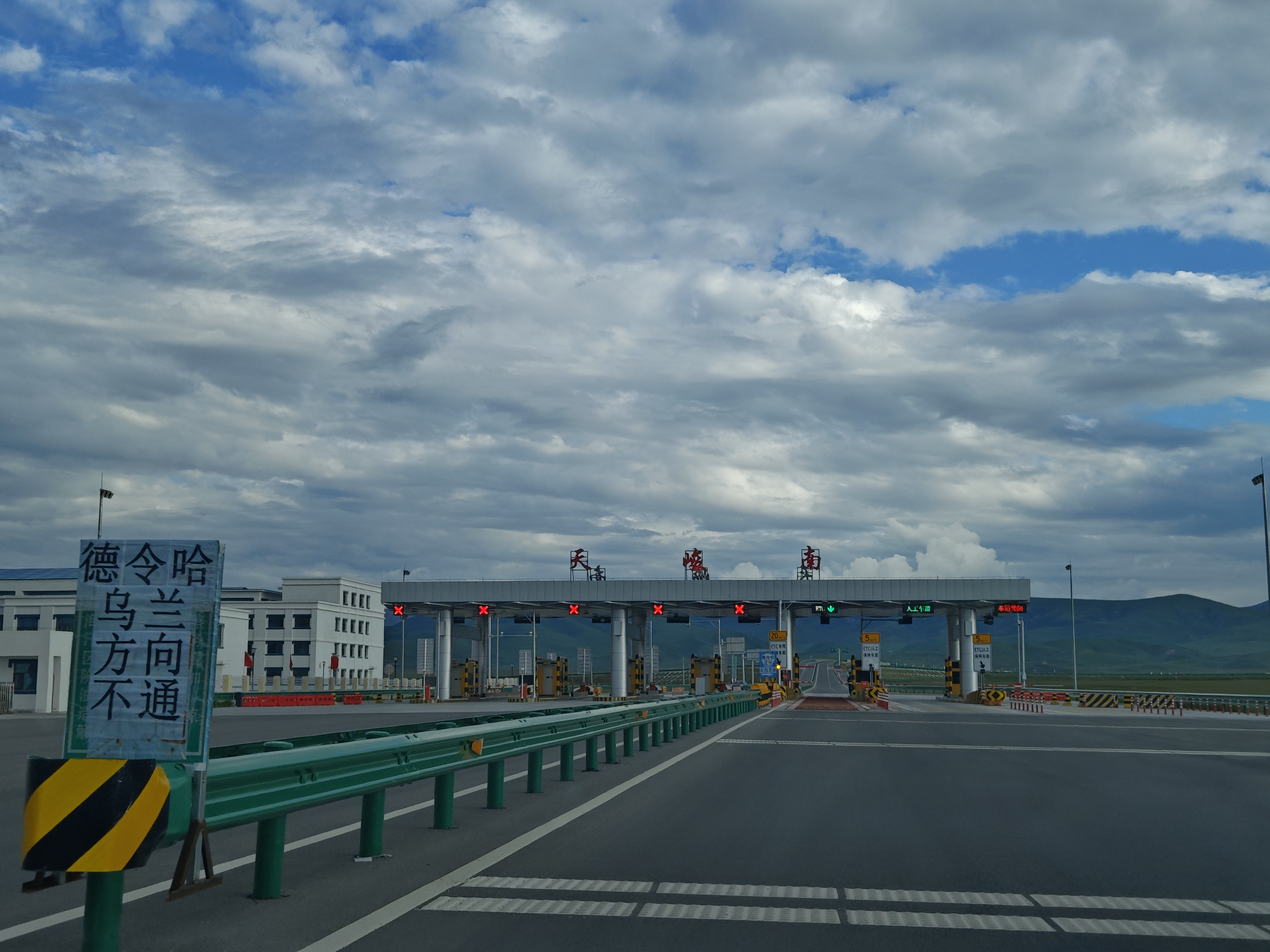
天峻県料金所

西和高速公路（せいわこうそくどうろ、中国語: 西和高速公路）は、青海省省都の西寧市と新疆ウイグル自治区のホータン市を結ぶ高速道路で、道路番号は0612。一部のみが完成している。
西寧とホータン間は、青海省湟源県、海晏県、天峻県、デリンハ市、茫崖市、新疆ウイグル自治区チャルクリク県（若羌）、チャルチャン県（且末）、ニヤ県（民豊）、ケリヤ県（于田）を経由する。ホータンでは吐和高速道路の終点と接続する予定。

## 参照項目
- 中華人民共和国の高速道路